# Hoplitis ursina
Hoplitis ursina är en biart som först beskrevs av Heinrich Friese 1920.  Hoplitis ursina ingår i släktet gnagbin, och familjen buksamlarbin. Inga underarter finns listade i Catalogue of Life.